# تشروم إنترتينمنت
تشروم إنترتينمنت هي شركة تسجيل ووكالة مواهب تأسست بواسطة هوانغ هيون تشانغ في عام 2011, يقع مقرها  في سول، كوريا الجنوبية. منذ عام 2014, تشروم إنترتينمنت هي شركة تحت إدارة سوني للترفيه الموسيقي.

## روابط خارجية
- الموقع الرسمي